# Homotomidae
Los homotómidos (Homotomidae) son una familia de insectos hemípteros del suborden Sternorrhyncha con cuatro géneros.

## Géneros
- Afrodynopsylla
- Austrodynopsylla
- Diceraopsylla
- Dynopsylla
- Homotoma
- Macrohomotoma
- Mycopsylla
- Phytolyma
- Pseudoeriopsylla
- Synoza
- Triozamia